# Ski (localitate)
Ski este o localitate din comuna Ski și Ås, provincia Akershus, Norvegia, cu o suprafață de 6,35 km² și o populație de 14.114 locuitori (2013).